# Yan Diomande
Yan Diomande (Abidjan, 14 november 2006) is een Ivoriaans voetballer die doorgaans speelt als vleugelspeler. In juli 2025 verruilde hij Leganés voor RB Leipzig.

## Clubcarrière
Diomande verhuisde als kind van Ivoorkust naar de Verenigde Staten. Daar ging hij in 2022 spelen in de DME Academy. In oktober 2023 mocht hij op proef komen bij Rangers. Deze stageperiode liep niet uit op een contract. Ruim een jaar later vond de Ivoriaan alsnog een andere club, namelijk Leganés. In januari 2025 sloot Diomande zich definitief aan bij die club. Op 29 maart van datzelfde jaar debuteerde hij in het eerste elftal, tegen Real Madrid. Diego García en Dani Raba scoorden voor Leganés, maar door twee treffers van Kylian Mbappé en eentje van Jude Bellingham werd met 3–2 verloren. Diomande moest van coach Borja Jiménez als wisselspeler aan de wedstrijd beginnen en viel in de slotfase in.
Zijn eerste doelpunt maakte hij op 11 mei 2025, tegen Espanyol. Na een openingstreffer van Seydouba Cissé zorgde hij voor de tweede treffer van het duel. Marash Kumbulla breidde de voorsprong verder uit, voor Leandro Cabrera en Pere Milla namens Espanyol zorgden voor de eindstand: 3–2. Diomande scoorde twee keer in tien competitiewedstrijden in zijn eerste halve seizoen. Met zijn inzet kon hij Leganés niet behoeden voor degradatie. Hij daalde niet met de club af naar een niveau lager, want voor een bedrag van circa twintig miljoen euro verkaste hij naar RB Leipzig, waar hij zijn handtekening zette onder een verbintenis voor de duur van vijf seizoenen.

## Clubstatistieken
| Seizoen | Club       | Competitie       | Competitie | Competitie | Beker | Beker | Internationaal | Internationaal | Totaal | Totaal |
| Seizoen | Club       | Competitie       | Wed.       | Dlp.       | Wed.  | Dlp.  | Wed.           | Dlp.           | Wed.   | Dlp.   |
| ------- | ---------- | ---------------- | ---------- | ---------- | ----- | ----- | -------------- | -------------- | ------ | ------ |
| 2024/25 | Leganés    | Primera División | 10         | 2          | 0     | 0     | —              | —              | 10     | 2      |
| 2025/26 | RB Leipzig | Bundesliga       | 0          | 0          | 0     | 0     | 0              | 0              | 0      | 0      |
| Totaal  | Totaal     | Totaal           | 10         | 2          | 0     | 0     | 0              | 0              | 10     | 2      |

Bijgewerkt op 21 juli 2025.